# Zatoka Karpiowa
Zatoka Karpiowa (także: Zatoka Zimna) – zatoka Jeziora Solińskiego położona we wschodniej części akwenu (na brzegu zachodnim odnogi), na południowy wschód od Bramy Teleśnickiej i Wyspy Skalistej (Chwiei), na terenie gminy Solina, w Górach Sanocko-Turczańskich. Stanowi północny kraniec Półwyspu Horodek.
Zatoka ma charakter zacisznego fiordu o długości około 1500 metrów skierowanego początkowo na południe (około 750 metrów), a następnie skręcającego na zachód. Jej szerokość waha się między kilkanaście, a około sto metrów. Porośnięta jest na wszystkich brzegach lasem. Cały brzeg wschodni i południowy stanowią plaże. Do zatoki wpływa siedem lokalnych cieków, w tym Strumień Horodecki. Brzegi zachodnie stanowią stoki Jutryny, a wschodnie - Horodka (kulminacja: 508,1 m n.p.m.).
W lipcu 2001 w zatoce miało być widziane niezidentyfikowane stworzenie zbliżone wyglądem do potwora z Loch Ness.